# Гудендорф
Гудендорф (нем. Gudendorf) — община в Германии, в земле Шлезвиг-Гольштейн. 
Входит в состав района Дитмаршен. Подчиняется управлению КЛьГ Мельдорф-Ланд.  Население составляет 415 человек (на 31 декабря 2010 года). Занимает площадь 6,04 км².
Коммуна подразделяется на 2 сельских округа.